# Tylliria
Tylliria o Tilliria en una región del noroeste de Chipre ubicada ente la bahía de Morfou y la de Chrysochous. Parte de la región se encuentra bajo dominio turco desde el año 1974.
Su relieve es montañoso con alturas entre 800 y 1000 metros, de vegetación boscosa y provista con asentamientos dispersos.
Comprende las aldeas de Kato Pyrgos; Pano Pyrgos; Pachyammos; Pigenia; Kokkina; Amadies; Xerovounos; Loutros; Limnitis; Galini; Potamos tou Kambou; Agios Giorgoudi; Agios Theodoros; Selemani; Agios Ioannis; Alevga; Varisha; Mansoura; Mosfileri; Sellain T'api y Challeri.
En el año 1964 se libró en la región el Enfrentamiento de Kokkina que generó el despoblamiento de varias localidades en los alrededores de la localidad homónima.